# Lista de vereadores de Porangatu da 18.ª legislatura
Lista de vereadores de Porangatu da 18.ª legislatura, esta lista abrange os vereadores que exerceram mandatos no quadriênio 2021-2025, data de posse da 19.ª legislatura (2025-2029). Os vereadores legislam na Câmara Municipal de Porangatu.

## Composição de bancadas
| Partido | Líder                        | Bancada | Posição  |
| ------- | ---------------------------- | ------- | -------- |
| PSDB    | Gildemar de Morais Silva     | 4 / 13  | Oposição |
| UNIÃO   | Edmilson Domingos de Andrade | 4 / 13  | Governo  |
| MDB     | Clodoaldo Santinelo          | 4 / 13  | Governo  |
| PODE    | Cleoci Rodrigues dos Santos  | 1 / 13  | Governo  |

## Vereadores por bancada e votação (2020)
(Ordenado por bancada e quantitativo de votos individuais, são levados em conta, o integrantes de bancadas que detiveram mais votos que outros vereadores).
| Nome:                             | Nome:                             | Partido:      | Votação numérica: | Votação percentual: | Cidade natal: |
| --------------------------------- | --------------------------------- | ------------- | ----------------- | ------------------- | ------------- |
|                                   | Gildemar de Morais Silva          | PSDB          | 893               | 4,02%               | Lago da Pedra |
| Cristhian Chagas Ribeiro          | 297                               | PSDB          | 1,34%             | Porangatu           |               |
| Kleber Ferreira                   | 296                               | PSDB          | 1,33%             | Goiânia             |               |
| João Gabriel Silvestre Dias Alves | 488                               | PSDB          | 2,20%             | Porangatu           |               |
|                                   | Cleoci Rodrigues dos Santos       | PODE          | 494               | 2,22%               | Porangatu     |
| José Ueliton de Moura Durão       | 480                               | PODE          | 2,16%             | Porangatu           |               |
| Geraldo Ribeiro                   | 438                               | PODE          | 1,97%             | Goiânia             |               |
|                                   | Edmilson Domingos de Andrade      | União Brasil  | 456               | 2,05%               | Porangatu     |
|                                   | Waltham Roberto Glória            | Progressistas | 400               | 1,80%               | Porangatu     |
| Antonio Alves Pereira             | 313                               | Progressistas | 1,41%             | Porangatu           |               |
|                                   | Emivaldo Pereira de Oliveira      | PDT           | 336               | 1,51%               | Porangatu     |
|                                   | Clodoaldo Santinelo               | MDB           | 328               | 1,48%               | Mendonça      |
|                                   | Carlos Augusto dos Santos Pereira | Solidariedade | 285               | 1,28%               | Porangatu     |

## Lista de Mesas Diretoras[28]

### Biênio 2021-2022[29]
| Nome                | Retrato                                                           | Partido | Cargo                               |
| ------------------- | ----------------------------------------------------------------- | ------- | ----------------------------------- |
| Clodoaldo Santinelo | Retrato oficial de Clodoaldo Santinelo como Presidente da Câmara. | MDB     | Presidente da Câmara Municipal      |
| Geraldo Ribeiro     |                                                                   | PSC     | Vice-presidente da Câmara Municipal |
| Cleoci Rodrigues    |                                                                   | PODE    | 1º Secretário da Câmara Municipal   |
| José Ueliton Durão  |                                                                   | PODE    | 2º Secretário da Câmara Municipal   |

### Biênio 2022-2023[30]
| Nome                 | Retrato | Partido | Cargo                               |
| -------------------- | ------- | ------- | ----------------------------------- |
| Geraldo Ribeiro      |         | PSC     | Presidente da Câmara Municipal      |
| Emivaldo de Oliveira |         | PDT     | Vice-presidente da Câmara Municipal |
| Waltham Glória       |         | PP      | 1º Secretário da Câmara Municipal   |
| Gildemar de Morais   |         | PSDB    | 2º Secretário da Câmara Municipal   |

### Biênio 2023-2024[31]
| Nome                | Retrato | Partido      | Cargo                               |
| ------------------- | ------- | ------------ | ----------------------------------- |
| Cleoci Rodrigues    |         | PODE         | Presidente da Câmara Municipal      |
| Edmilson de Andrade |         | União Brasil | Vice-presidente da Câmara Municipal |
| Gildemar de Morais  |         | PSDB         | 1º Secretário da Câmara Municipal   |
| José Ueliton Durão  |         | PODE         | 2º Secretário da Câmara Municipal   |

### Biênio 2024-2025[32]
| Incumbente           | Incumbente | Partido | Cargo                               |
| -------------------- | ---------- | ------- | ----------------------------------- |
| Edmilson Andrade     |            | UNIÃO   | Presidente da Câmara Municipal      |
| João Gabriel         |            | PSDB    | Vice-presidente da Câmara Municipal |
| José Ueliton Durão   |            | PSDB    | 1.º Secretário da Câmara Municipal  |
| Emivaldo de Oliveira |            | UNIÃO   | 2.º Secretário da Câmara Municipal  |

## Suplentes que tomaram posse
| Incumbente | Incumbente       | Incumbente | Partido | Titular         | Data de posse       | Fim do mandato | Cidade natal | Ref           |
| ---------- | ---------------- | ---------- | ------- | --------------- | ------------------- | -------------- | ------------ | ------------- |
|            | Marlucia Dourado |            | PODE    | Geraldo Ribeiro | 19 de junho de 2023 | 2024           | Porangatu    | [ 33 ] [ 34 ] |